# Bedidy
Bedidy est une commune rurale malgache située dans la partie ouest de la région d'Alaotra-Mangoro.